# Éric Giacometti
Éric Giacometti es un escritor de suspense y guionista de cómics francés. Fue periodista hasta 2012, colaborando con Le Parisien. Escribió, junto a  Jacques Ravenne, la serie del comisario Antoine Marcas (JC Lattès, Pocket, Fleuve noir, France Loisirs) que ha vendido más de dos millones y medio de ejemplares en Francia y ha sido editada en otros diecisiete países, así como la exitosa serie histórica Sol Negro.
También es guionista de Largo Winch desde 2017.
Escribió con la denunciante Irène Frachon el cómic de investigación Un crimen químicamente puro en enero de 2023.
Es miembro histórico de la Liga de lo Imaginario, un colectivo de escritores de novela negra y obra de ficción, e impartió clases en el Centro de formación y desarrollo de periodistas (CFPJ).

## Carrera en prensa
Éric Giacometti fue jefe de departamento en Le Parisien-Aujourd'hui en France en la sección social y luego en las secciones de economía y finanzas hasta finales de 2012. Anteriormente, siempre en el mismo diario, se especializó en la investigación en el ámbito médico y farmacéutico (1997 a 2002), investigó asuntos de salud pública, sangre contaminada, hormonas de crecimiento, Isomerida y vacuna contra la hepatitis B. Éric Giacometti compareció en 2011 en las misiones parlamentarias de la Asamblea Nacional y el Senado sobre Mediator, el 24 de febrero de  2011, por su papel como denunciante en el caso Isoméride y sus artículos publicados en Le Parisien/Aujourd'hui en France, entre 1999 y 2006.
Durante su carrera, ha trabajado sobre el expolio durante la Ocupación y publicó archivos inéditos del Ministerio de Hacienda (en Le Point) y el papel de Sacem bajo la Ocupación (Le Parisien).También investigó los excesos de la masonería en los negocios de la Costa Azul.En la sección de economía de Le Parisien, investigó varios casos : Eurotunnel, Veolia,los sellos de Mónaco y Gérard Lheritier.En septiembre de 2015 fue uno de los treinta firmantes de la petición de Irène Frachon contra el comportamiento de los laboratorios Servier en el escándalo Mediator (nombre comercial del compuesto Benfluorex).

## Escritor

### Novelista
Al mismo tiempo, amplió su carrera como periodista escribiendo veintiún libros, novelas policíacas o ensayos. Pannes de cœur (Fleuve noir, 2004) es su primera novela policiaca, basada en una investigación en Le Parisien sobre un escándalo fatal de marcapasos.
Con Jacques Ravenne, escritor y masón, lanza en 2005 la serie de aventuras de Antoine Marcas, comisario de policía y masón. La serie se publica en los siguientes diecisiete países : Alemania, España, Italia, Japón, Brasil, Países Bajos, Bélgica, Portugal, Canadá, Rusia, República Checa, Dinamarca, Suecia, Eslovenia, Turquía y Polonia. Continúa su colaboración con Jacques Ravenne con la serie de thrillers histórico-esotéricos Sol Negro que se desarrolla durante la Segunda Guerra Mundial, con Tristan Marcas, antepasado del comisario del mismo nombre, como héroe.
Participa tres años seguidos en las colecciones de cuentos 13 à table, en Pocket, a beneficio de los Restos du coeur.
Escribió un thriller temático con Karim Nedjari, ex subdirector deportivo de Canal +, Nunca caminarás solo (Michel Lafon, 2009) sumergiendo al lector en el mundo del fútbol francés, luego, en 2009, escribió el cuento Délocalisation, publicado en la obra colectiva L'Empreinte sanglante (Fleuve noir) con maestros del thriller como Franck Thilliez y Maxime Chattam.
El mismo año, aprovechando su experiencia adquirida en la escritura de Antoine Marcas, publica con Jacques Ravenne El símbolo encontrado: Dan Brown y el misterio masónico, un libro de ensayos sobre la masonería a través de un descifrado consagrado a la novela de Dan Brown, El símbolo perdido.

### Historietista
Se inició como coguionista de la adaptación al cómic de las aventuras de Antoine Marcas, para ediciones Delcourt. Giacometti y Ravenna transponen las novelas ya publicadas. Los dos primeros volúmenes (publicados en 2012 y 2013) forman así un díptico que adapta la primera novela publicada en 2005, Le Rituel de l'ombre . Los dibujos están hechos por Gabriele Parma. Los volúmenes 3 a 5, lanzados entre 2015 y 2016, adaptan la tercera novela, Hermano de sangre, esta vez con dibujos a cargo de Eric Albert.
Enjulio de 2015 se anuncia oficialmente como el nuevo guionista de la serie de cómics Largo Winch,reemplazando al creador Jean Van Hamme. Fue elegido por el diseñador Philippe Francq, para dar nueva vida al héroe y traerlo de vuelta a las noticias. Produjo los últimos tres álbumes de la serie.
En enero de 2023 publicó con Irène Frachon y el dibujante François Duprat la primera tira cómica de investigación sobre el escándalo Mediator.
Guionista de documentales de televisión, coescribió, con Ravenna, una investigación de 52 minutos para televisión (France 5 y RTBF), en 2016, sobre el asunto de los archivos masónicos franceses y belgas robados por los nazis. Durante la Segunda Guerra Mundial. El documental está dirigido por Jean-Pierre Devillers.

## Publicaciones
- In nomine. Thriller (en francés). Paris: Fleuve noir. 8 avril 2010. p. 127. ISBN 978-2-266-19830-1.. Cet ouvrage est une préquelle à la série, puisque son action se déroule sept ans avant Le Rituel de l'ombre, avant qu'Antoine Marcas ne devienne commissaire de police et franc-maçon.
- Le Rituel de l'ombre. Noirs (en francés). Paris: Fleuve noir. mai de 2005. p. 384. ISBN 978-2-265-08072-0. .
- Conjuration Casanova (en francés). Paris: Fleuve noir. mai de 2006. p. 445. ISBN 978-2-265-08328-8. .
- Le Frère de sang (en francés). Paris: Fleuve noir. juin de 2007. p. 499. ISBN 978-2-265-08540-4. .
- La Croix des assassins (en francés). Paris: Fleuve noir. juin de 2008. p. 541. ISBN 978-2-265-08602-9. .
- Apocalypse (en francés). Paris: Fleuve noir. juin de 2009. p. 399. ISBN 978-2-265-08735-4. .
- Lux Tenebrae (en francés). Paris: Fleuve noir. juin de 2010. p. 411. ISBN 978-2-265-08851-1. .
- Le Septième Templier. Thriller (en francés). Paris: Fleuve noir. juin de 2011. p. 564. ISBN 978-2-265-08852-8. .
- Le Temple noir. Thriller (en francés). Paris: Fleuve noir. juin de 2012. p. 658. ISBN 978-2-265-09369-0. .
- Le Règne des Illuminati. Thriller (en francés). Paris: Fleuve noir. juin de 2014. p. 552. ISBN 978-2-265-09370-6. .
- L'Empire du Graal. Thriller (en francés). Paris: Jean-Claude Lattès. mai de 2016. p. 592. ISBN 978-2-7096-5606-1. .
- Conspiration. Thriller. Paris: Jean-Claude Lattès. mai 2017. p. 523 |página= y |páginas= redundantes (ayuda)..
- Marcas. Thriller. Paris: Jean-Claude Lattès. 2021..
- Le Royaume perdu, Jean-Claude Lattes, octobre 2022, 416p. ISBN 978-2-7096-6333-5

### NovelasEl ciclo del sol negro
- Le Triomphe des ténèbres. Thriller (en francés). Paris: Jean-Claude Lattès. avril de 2018. p. 480. ISBN 978-2-7096-5608-5. .
- La Nuit du Mal. Thriller. Paris: Lattès. 5 juin 2019. p. 480..
- La Relique du Chaos. Thriller. Paris: Lattès. 3 juin 2020. p. 450..
- Résurrection. Thriller. Paris: Lattès. 14 avril 2021. p. 450. ISBN 978-2-7096-6691-6..
- 669. Thriller. Paris: Lattès. 13 avril 2022. p. 432. ISBN 978-2-7096-6692-3..

### Otras publicaciones
- Bercoff, André; Giacometti, Éric (juin de 2003). Raffarinades. Michel Lafon. pp. 137. ISBN 978-2-84098-972-1.
- Giacometti, Éric; Vernet, Henri (2006). Bonne Année, mes chers compatriotes. Paris: Jean-Claude Lattès. p. 247. ISBN 978-2-7096-2851-8.
- Le Symbole retrouvé (en francés). Paris: Fleuve noir. novembre de 2009. p. 277. ISBN 978-2-265-08938-9. .